# 1995 YQ
1995 YQ är en asteroid i huvudbältet som upptäcktes den 18 december 1995 av NEAT vid Haleakalā-observatoriet.
Asteroiden har en diameter på ungefär 8 kilometer och den tillhör asteroidgruppen Eos.